# 谭成旭
谭成旭（1963年9月—），男，汉族，山东烟台人，中华人民共和国政治人物，第十三届全国人民代表大会辽宁地区代表。

## 生平
1984年12月加入中国共产党，1985年8月参加工作。曾任华晨汽车集团控股有限公司党组书记、董事、副总裁，辽宁省经济和信息化委员会党组书记、主任，辽宁省工业和信息化委员会（国防科技工业办公室）党组书记、主任。2017年4月，任中共本溪市委书记。2018年2月24日，当选为第十三届全国人大代表。
2019年10月任中共鞍钢集团董事长、党委书记。2023年3月，他当选为全国人大外事委员会委員。